# Calle Mon
La calle Mon es una vía pública de la ciudad española de Oviedo.

## Descripción

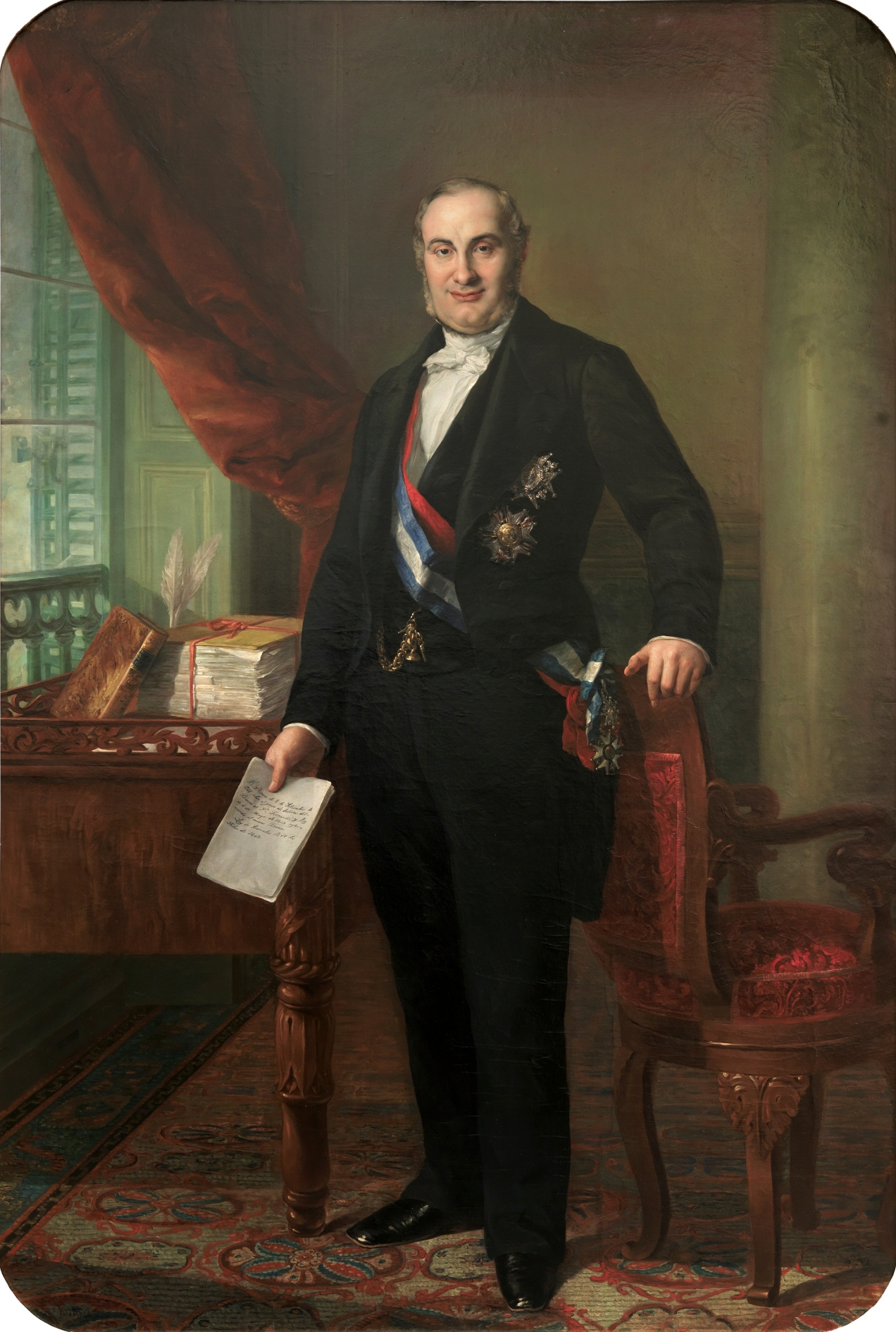
Alejandro Mon y Menéndez, político que vivió en la vía y que desde 1881 le da nombre

La vía, que se conoció como «rúa de la Ferrería» y «calle de la Herrería», discurre en la actualidad desde la calle Postigo Alto, donde confluye con Oscura, hasta la unión de San Antonio con Canóniga, punto en el que entronca con Santa Ana. Tiene cruces con la plaza Trascorrales y las calles Máximo y Fromestamo y Adolfo Álvarez Folguer. Desde 1881, honra con el título a Alejandro Mon y Menéndez (1801-1882), político y jurista ovetense, ministro de Hacienda en varias ocasiones y presidente del Consejo de Ministros en 1864; nació, vivió y murió en la calle. Aparece descrita en El libro de Oviedo (1887) de Fermín Canella y Secades con las siguientes palabras:

Martínez Marina.—Antes de la Herrería por la clase de industria de sus antiguos moradores, en las casas que estaban entre las dos actuales travesías que comunican la calle con el azogue ó Escorrales; y de 1264 y 1267 cita el Sr. Fernández Guerra la venta de dos casas en la rúa de la ferrería. Sufrió mucho en el incendio de 1521 que se propagó allí desde el llamado cantón de la barberia hasta el hospital de San Julián y de Santa Basilisa, que estaba donde hoy la casa núm. 13, y se desamortizó en 1809. También el incendio se pasó á la parte de enfrente, según Tirso de Avilés á las casas de Pedro Suárez de Poago. Terminaba la calle en el llamado arco de la Soledad, donde en una hornacina estaba la efigie de la Virgen en la triste actitud de esta advocación. En el presente siglo se destruyeron allí dos antiquísimas casas; una reemplazada por la actual número 8, que se decía con infundada tradición que había sido iglesia ó morada de Templarios, y otra enfrente, característica, llamada casa de los Linajes, reedificada hace pocos años y que hoy lleva el número 3. Sobre un cuerpo inferior tosco y macizo se levantaba otro de madera sostenido por grandes almanques, con gran volado y descomunal alero; sin que faltasen sobre la puerta de arco típicas y estrechas ventanas. En la casa núm. 20 nació, vivió y murió el célebre ovetense Don Alejandro Mon y por acuerdo municipal de 1881 lleva la calle el nombre de tan inolvidable patricio.—Ent.: Santo Domingo.—Conc.: Santa Ana.
(Canella y Secades, 1887, pp. 115-116)